# Lolium perenne
Lolium perenne là một loài thực vật có hoa trong họ Hòa thảo. Loài này được L. mô tả khoa học đầu tiên năm 1753.
Tên tiếng việt là Hắc Mạch Thảo, cỏ hắc mạch hay lúa mạch đen 黑麦草, loại cỏ này là một trong những loại thức ăn gia súc tốt nhất, hàm lượng a-bu-min cao. Loại cỏ này được trồng nhiều ở các mục trường và nông trường châu Úc, xuất khẩu hàng năm đi các nước khác.
Ở Việt Nam loại cỏ này được nhiều trường đua ngựa nhập về làm thức ăn bổ dưỡng cho các dòng ngựa đua. 

## Hình ảnh

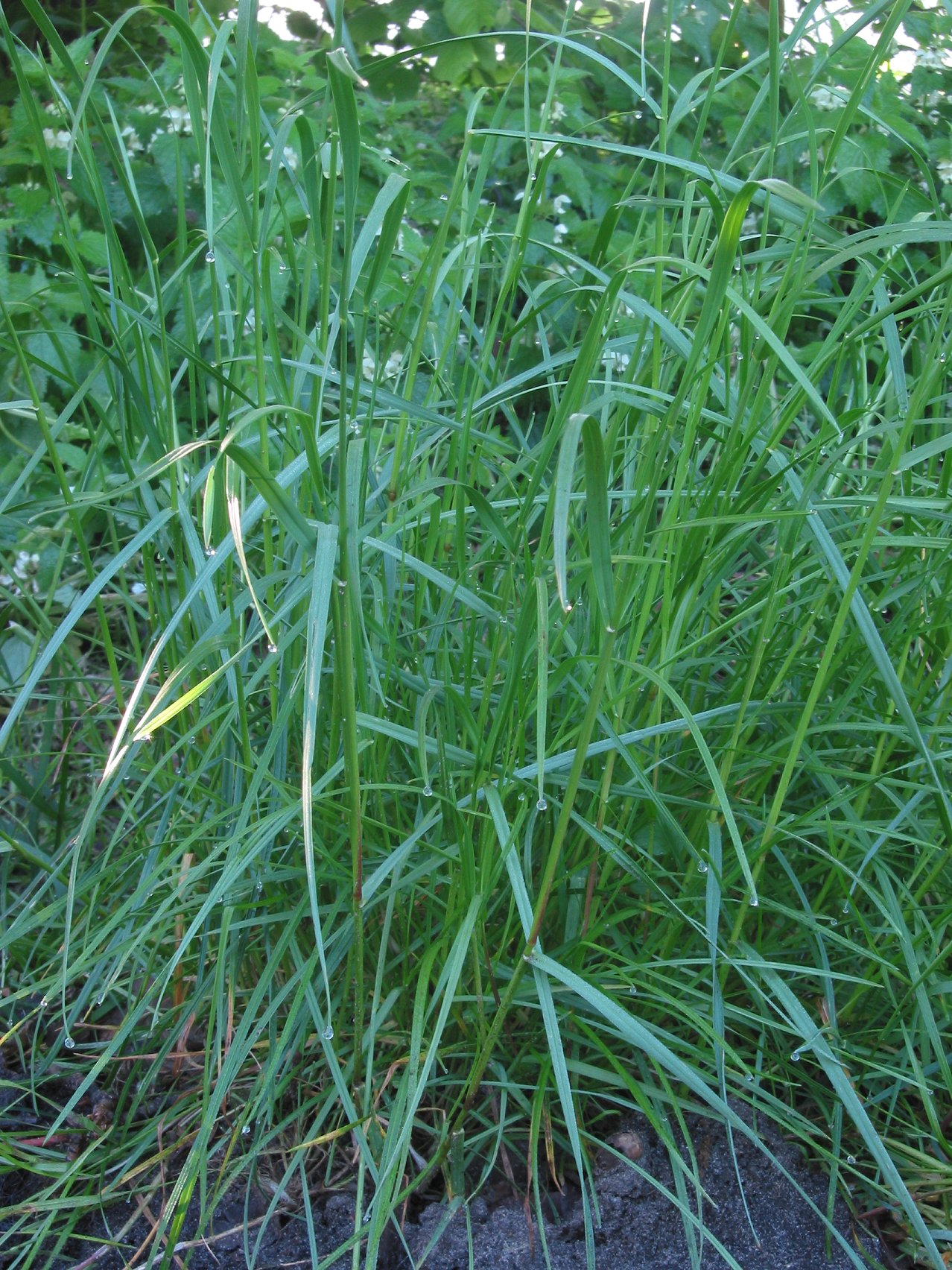
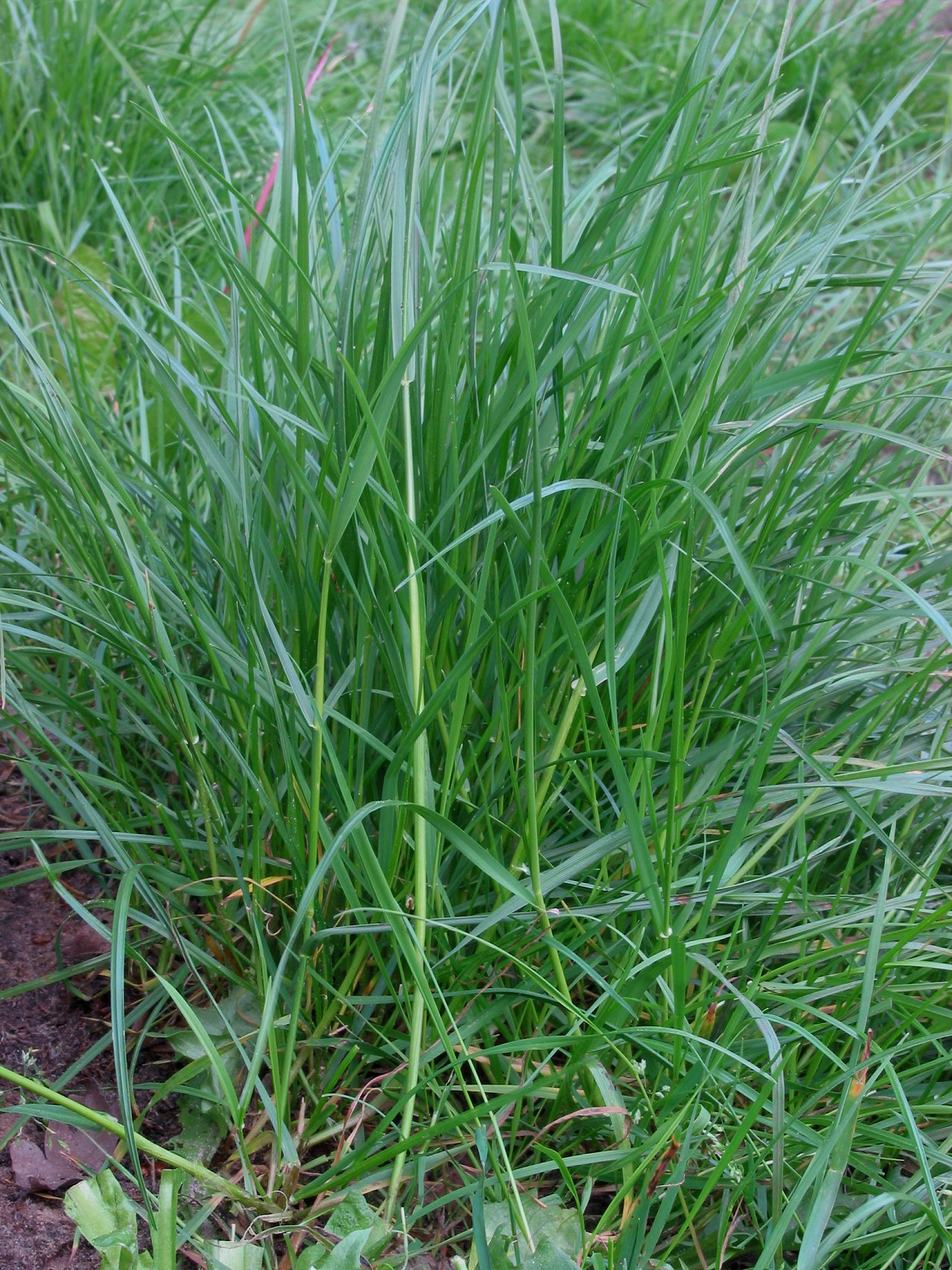
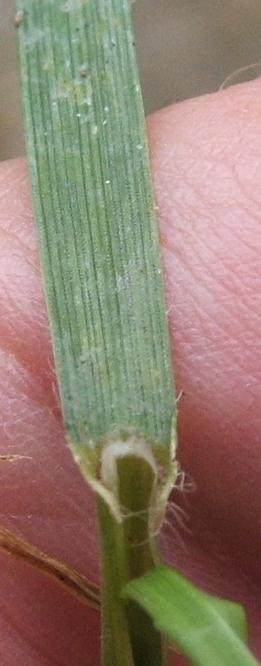
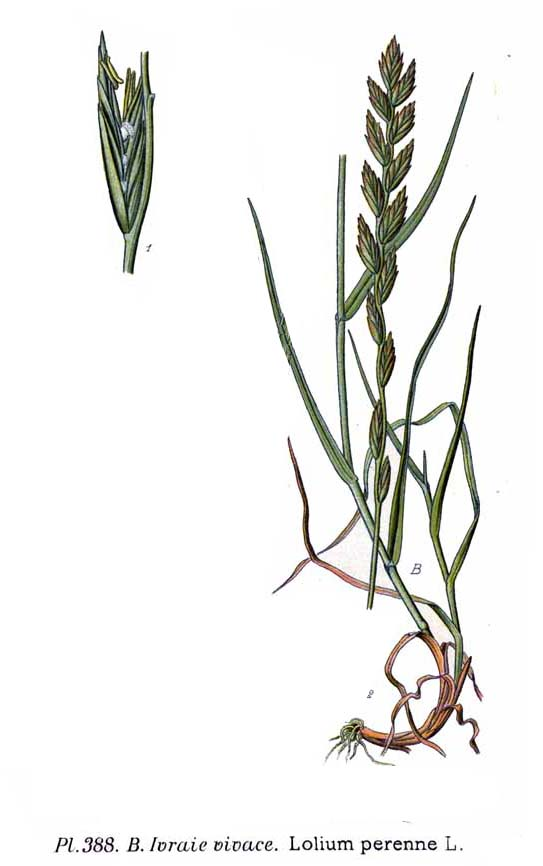